# 神川明彦
神川 明彦（かみかわ あきひこ、1966年7月9日 - ）は、神奈川県出身の元サッカー選手、サッカー指導者。

## 概要
神奈川県立鎌倉高等学校の2年時にインターハイでベスト16、第62回全国高等学校サッカー選手権大会に出場。3年時に国民体育大会の神奈川県代表に選出され優勝した。なお、高校時代の同級生に元ベルマーレ平塚の公文裕明、一学年下には元浦和レッズの堀孝史と本吉剛がいる。堀は明治大学でも後輩だった。女優の鈴木保奈美も高校の同級生である。
1985年に明治大学政治経済学部に入学して、サッカー部に入部。卒業後の1989年より明治大学職員となった。1994年から明治大学に在職のままサッカー部のコーチに就任。2004年にサッカー部のヘッドコーチを務め、2005年よりサッカー部の監督に就任した。
2007年には東京都サッカートーナメントで優勝し、9年ぶりに天皇杯本戦へ出場。3回戦でJ2京都サンガF.C.を破り、4回戦でJ1清水エスパルスと戦いPK戦の末に敗れた。また、43年ぶりに関東大学サッカーリーグ戦優勝を果たした。この年には、関憲太郎、藤田優人、石井秀典、斎藤雅也、橋本晃司、長友佑都、林陵平、杉本裕之など後にJリーガーとなる選手が多数いた。
2009年にも天皇杯出場権を勝ち取ると、三田啓貴らの活躍により、学生サッカー史上初めてJ1チームモンテディオ山形を破った。さらに51年ぶりに全日本大学サッカー選手権を優勝へと導いている。
2012年、JFA 公認S級コーチのライセンスを取得。
2014年、全日本大学選抜の監督に就任し、2015年夏季ユニバーシアードで3位の成績を収めた。
2016年よりグルージャ盛岡の監督に就任、3原則（運動量、球際、切り替え）をベースにチームを指揮。リーグ戦は開幕後9試合未勝利で10戦目のYS.横浜戦で初勝利を挙げたが、リーグ戦は13位に終わった。天皇杯でベガルタ仙台に勝利した一方、第71回国民体育大会（岩手国体）は2回戦で敗退。同年12月に契約満了により監督を退任した。
2017年より明治大学付属明治高等学校・中学校サッカー部の総監督に就任した。5月、盛岡の運営会社を相手に、2年契約の残り1年分の報酬に相当する違約金の支払いを求め、東京地裁に提訴した。なお、盛岡は支払義務は無いとリリースを出している。2018年4月に和解が成立。
2020年12月17日、2021年シーズンよりなでしこリーグ・スフィーダ世田谷FCの監督に就任することが発表された。

## 指導者歴
- 1994年 - 2003年 : 明治大学 コーチ
- 2002年 - 2003年 : ユニバーシアードサッカー日本代表 コーチ
- 2004年 : 明治大学 ヘッドコーチ
- 2005年 - 2013年 : 明治大学 監督
- 2014年 - 2015年 : ユニバーシアードサッカー日本代表 監督
- 2016年 ： グルージャ盛岡 監督
- 2017年 ： 明治大学付属明治高等学校・中学校 監督
- 2018年 - 現在 ： 鎌倉インターナショナルFC アドバイザー
- 2021年 - 現在 ： スフィーダ世田谷FC 監督

## 監督成績
| 年度   | クラブ | 所属        | リーグ戦 | リーグ戦 | リーグ戦 | リーグ戦 | リーグ戦 | リーグ戦 | カップ戦      | カップ戦 |
| 年度   | クラブ | 所属        | 順位     | 勝点     | 試合     | 勝       | 分       | 敗       | Jリーグカップ | 天皇杯   |
| ------ | ------ | ----------- | -------- | -------- | -------- | -------- | -------- | -------- | ------------- | -------- |
| 2004   | 明治大 | 関東大学2部 | 3位      |          |          |          |          |          | -             | -        |
| 2005   | 明治大 | 関東大学1部 | 9位      |          |          |          |          |          | -             | -        |
| 2006   | 明治大 | 関東大学1部 | 3位      |          |          |          |          |          | -             | -        |
| 2007   | 明治大 | 関東大学1部 | 優勝     |          |          |          |          |          | -             | 4回戦    |
| 2008   | 明治大 | 関東大学1部 | 5位      |          |          |          |          |          | -             | -        |
| 2009   | 明治大 | 関東大学1部 | 3位      |          |          |          |          |          | -             | 4回戦    |
| 2010   | 明治大 | 関東大学1部 | 優勝     |          |          |          |          |          | -             | -        |
| 2011   | 明治大 | 関東大学1部 | 2位      |          |          |          |          |          | -             | -        |
| 2012   | 明治大 | 関東大学1部 | 2位      |          |          |          |          |          | -             | -        |
| 2013   | 明治大 | 関東大学1部 | 3位      |          |          |          |          |          | -             | -        |
| 2016   | 盛岡   | J3          | 13位     | 30       | 30       | 6        | 12       | 12       | -             | 3回戦    |
| 通算   | 日本   | J3          | -        | -        | 30       | 6        | 12       | 12       | -             | -        |
| 通算   | 日本   | 関東大学1部 | -        | -        |          |          |          |          | -             | -        |
| 通算   | 日本   | 関東大学2部 | -        | -        |          |          |          |          | -             | -        |
| 総通算 | 総通算 | 総通算      | -        | -        |          |          |          |          | -             | -        |

その他
- 2015年夏季ユニバーシアードにおけるサッカー競技 3位

## 著作
- 『サッカーの戦術&トレーニング』新星出版社、2012年6月。ISBN 9784405086647。